# دهستان لوتک
دهستان لوتک، یکی از دهستان‌های بخش مرکزی شهرستان هامون در استان سیستان و بلوچستان ایران است. مرکز این دهستان، روستای لوتک است.

## جمعیت
بر پایه سرشماری عمومی نفوس و مسکن در سال ۱۳۹۵، جمعیت دهستان لوتک برابر با ۱۲٬۷۹۷ نفر بوده است.